# 온난전선

일기도에서 나타내는 온난전선

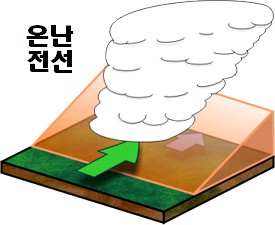
온난전선면을 나타낸 그림

온난전선(溫暖前線, 문화어: 더운전선)은 전선 중에서 따뜻한 기단이 차가운 기단 쪽으로 이동하는 전선을 말한다. 온난전선에서 발생하는 구름대는 권운, 권층운, 고층운, 난층운으로 이루어져 있다.

## 개요
이 전선을 경계로 풍향·풍속·기온·습도 등의 기상요소가 바뀐다. 따뜻한 기단은 찬 기단보다 밀도가 작기 때문에 두 기단이 만나 따뜻한 기단이 찬 기단 쪽으로 이동하게 되면 빠른 속도로 찬 기단 위로 올라가게 된다. 이때에 두 기단의 경계면의 경사는 완만하다. 이 온난전선을 타고 따뜻한 공기가 상승하면 냉각되어 구름을 생성, 비 또는 눈이 내린다. 이 경우의 비는 대개 가늘며 오랫동안 오는 비이다. 온난전선이 지나간 다음에는 일반적으로 기압이 감소하며, 기온은 높아진다. 어느 지점에 온난전선이 접근하고 있으면 먼저 순서대로 권운, 권층운, 고층운이 나타나고 다음에 난층운이 와서 비 또는 눈이 오게 된다.

## 같이 보기
- 한랭전선
- 정체전선